# Limburgse GTW

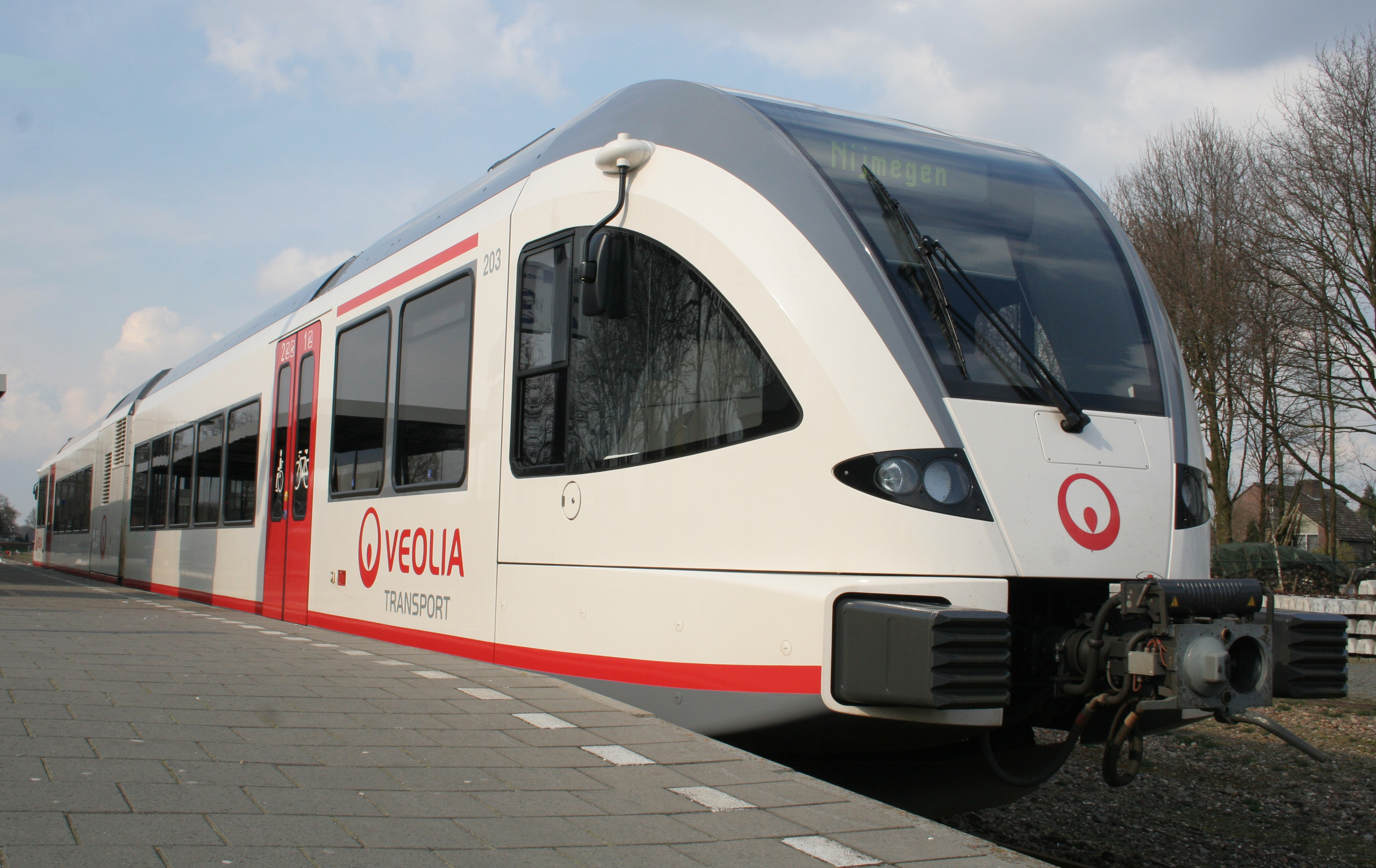
Een dieselstel te Venray.

De Limburgse GTW-vloot bestaat uit een serie dieselelektrische (DMU = Diesel Multiple-Unit) en elektrische treinstellen (EMU = Electric Multiple-Unit) van het type GTW (vierde generatie) van de Zwitserse treinenfabrikant Stadler Rail. Deze treinstellen werden door vervoerder Veolia Transport tussen 2007 en 2016 ingezet op de Maaslijn en tussen 2008 en 2016 op de Heuvellandlijn onder de naam Velios. Na afloop van de concessies Noord-/Midden-Limburg en Zuid-Limburg op 10 december 2016 zet Arriva de treinstellen op deze en andere stoptreinseries in Limburg in, als onderdeel van het Limburgnet voor de concessie Limburg (2016-2031). De elektrische treinstellen worden geleaset bij Railpool en de dieselelektrische treinstellen bij Akiem (voorheen Macquarie European Rail Limited).

## Geschiedenis

### Reden van aanschaf
In 2006 nam de provincie Limburg de verantwoordelijkheid voor de Maaslijn (Nijmegen – Roermond) en Heuvellandlijn (Maastricht Randwyck – Kerkrade Centrum) over van het Rijk, in lijn met de decentralisatie van andere nevenspoorlijnen in Nederland. Hiervoor schreef de Provincie Limburg een openbare aanbesteding uit, waarna het Franse Veolia Transport het recht kreeg om -naast het busvervoer- ook beide voornoemde spoorlijnen te exploiteren voor een periode van tien jaar.
Onderdeel van het programma van eisen was de levering van nieuw treinmaterieel. De Maaslijn vóór Veolia werd door NS uitgevoerd met DM '90. Op de Heuvellandlijn reed NS met Mat '64. Beide materieeltypen waren niet geschikt aldus de provincie Limburg, onder andere vanwege de leeftijd van het materieel en het ontbreken van een gelijkvloerse instap.
In oktober 2006 maakte Veolia Transport bekend dat het 16 dieseltreinstellen type GTW had besteld voor de Maaslijn, onderverdeeld in 10 tweedelige treinstellen (GTW 2/6) en 6 driedelige treinstellen (GTW 2/8). Begin 2007 werden tevens 8 elektrische GTW's besteld voor de Heuvellandlijn. Dit waren 5 tweedelige en 3 driedelige treinstellen. Omdat het niet mogelijk was om deze treinstellen per december 2006 in te zetten, werden vanaf december 2006 voor enige tijd Wadlopers gehuurd voor de Maaslijn en Mat '64 voor de Heuvellandlijn.

### Aflevering
De vier verschillende series werden in de volgende nummering afgeleverd:
- 10 GTW 2/6 voor de Maaslijn: 7201 - 7210
- 6 GTW 2/8 voor de Maaslijn: 7351 - 7356
- 5 GTW 2/6 voor de Heuvellandlijn: 7501 - 7505
- 3 GTW 2/8 voor de Heuvellandlijn: 7651 - 7653

Half oktober 2007 werd de eerste dieselelektrische trein voor de Maaslijn gepresenteerd aan het publiek. Twee maanden later, in december 2007 reden alle dieselelektrische GTW-treinstellen de treindienst op de Maaslijn. Het door Veolia Transport tijdelijk ingezette materieel, de Wadlopers, werd hierna teruggegeven aan de Nederlandse Spoorwegen en vervolgens buiten dienst gesteld. In juni 2008 werd de eerste elektrische GTW gepresenteerd. Vanaf september 2008 werd het Mat '64 op de Heuvellandlijn geleidelijk vervangen door deze treinen.
Eind 2008 werd door Veolia Transport voorzien dat de capaciteit van de treinstellen op de Maaslijn niet voldoende was tijdens piekmomenten. Hiertoe werd besloten dat een viertal tweedelige treinstellen werd verlengd met een tussenbak. Door het modulaire concept van de GTW was dit relatief eenvoudig te realiseren. De 7207 - 7210 werden hiertoe vernummerd naar 7357 - 7360. De verlengde treinstellen hebben nog altijd een extra tussendeur op de plek waar zich eerst de motorwagen bevond. 

## Uitvoering

### Constructie en techniek
Het treinstel is opgebouwd uit een aluminium frame met een frontdeel van GVK. De motorwagens zijn opgebouwd uit een stalen constructie.   
De cabine is, op speciaal verzoek voor Nederland, ter bescherming van de machinist met een kooiconstructie versterkt volgens EN 15227. Het ongeval in Houthem (zie Trivia) heeft de doelmatigheid van deze constructie bewezen. De treinstellen hebben een lagevloerdeel.  
Deze treinstellen kunnen tot vier stuks gecombineerd rijden. Ook kunnen de elektrische en dieselelektrische gecombineerd rijden, echter enkel op trajecten met bovenleiding. De treinstellen zijn uitgerust met luchtvering.

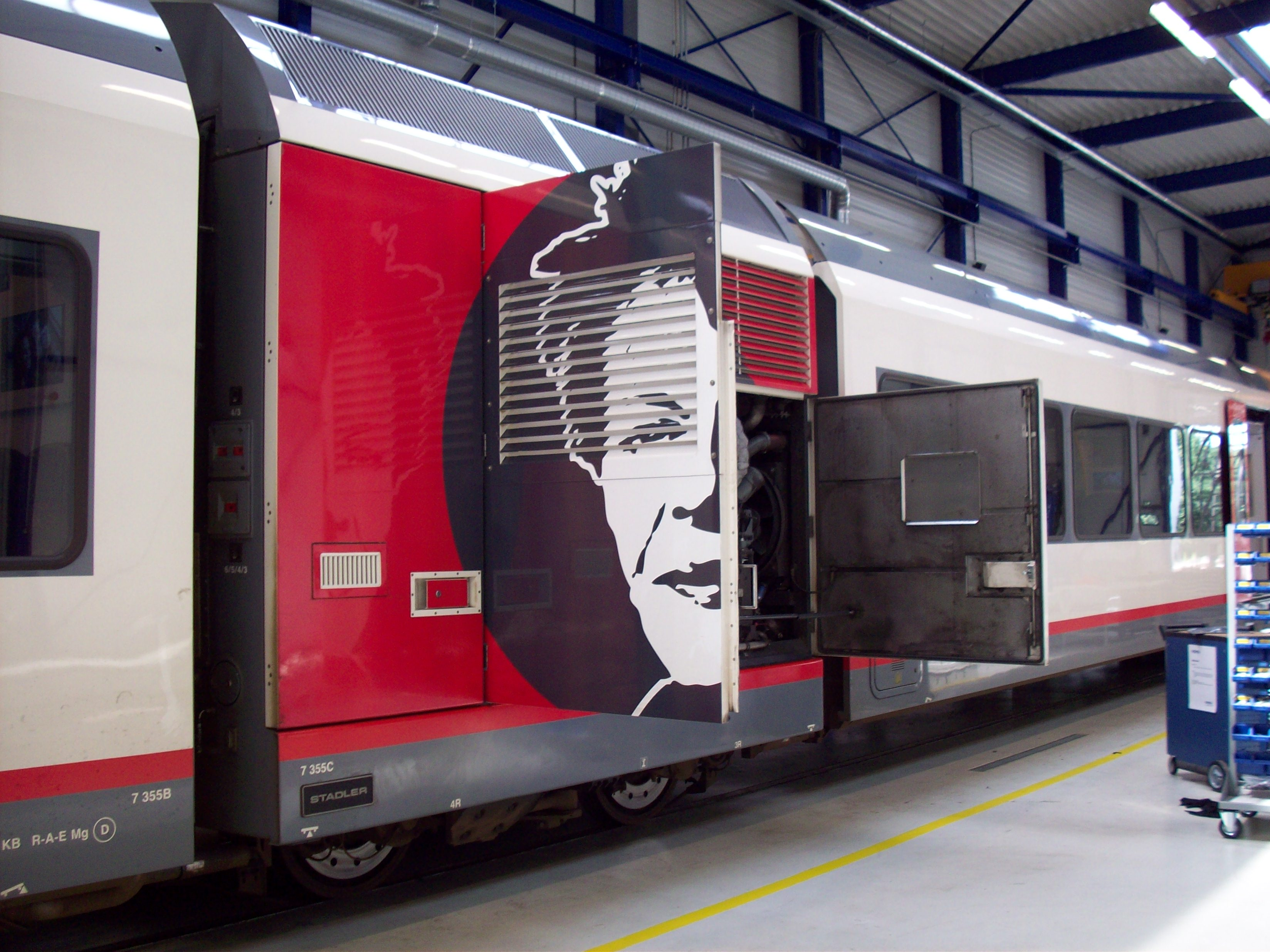
De deuren waarachter zich de dieselmotoren bevinden.

#### GTW DMU
In de motorwagen van een dieselelektrische GTW drijven twee 6-cilinder dieselmotoren van MAN (type D 2876 LE 124) ieder een alternator (type TSA TGE 59-25-4) aan die 510 V draaistroom opwekt. Twee IGBT-omvormers (type ABB BORDLINE CC750_DE_D_M_400) zetten deze draaistroom eerst om tot gelijkstroom en vervolgens wordt deze omgevormd tot draaistroom met variabele spanning en frequentie. Zo voeden beide omvormers ieder één tractiemotor (type TSA 59-33-4). De kracht van de tractiemotoren wordt in de verhouding 4,8 : 1 overgebracht op de assen via een tandwieloverbrenging van Voith, type SZH 590.

#### GTW EMU
In de motorwagen van een elektrische GTW bevinden zich twee IGBT-omvormers van ABB (type BORDLINE CC750_DC_1500V_M_700_AW24A); deze vormen de bovenleidingsspanning van 1500 V DC zetten deze draaistroom eerst om tot gelijkstroom. Vervolgens wordt deze omgevormd tot draaistroom met variabele spanning (962 V) en frequentie. Zo voeden beide omvormers elk één tractiemotor (type TSA TMF 59-33-4). De kracht van de tractiemotoren wordt in de verhouding 4,8 : 1 overgebracht op de assen via een tandwieloverbrenging van Voith, type SZH 590.

### Inrichting
De treinstellen hebben een instap op perronhoogte met een uitschuiftrede waardoor rolstoelgebruikers zelfstandig kunnen reizen. Er zijn stopcontacten 230 volt ~ voor onder meer laptop in de eerste klas en is er een stopcontact aanwezig op elk balkon. Er is airco, TFT- én LED-informatieschermen door de gehele trein en toiletten met gesloten systeem geschikt voor rolstoelgebruikers. De sociale veiligheid wordt bewaakt met camera's en noodknoppen. Naast elke deur bevindt zich een grijze plastic kastje; ooit was het de bedoeling dat hier de lezer voor de ov-chipkaart zou komen, maar dit is nooit gebeurd. 
Dankzij een donker getinte glazen cabinedeur hebben passagiers een vrij uitzicht over machinist en spoorweg. De tweede klas heeft een voor Nederland ongebruikelijke "2+3"-opstelling van de zitplaatsen (vis-à-vis) en stoelen van het type Kiel TREND R. De eerste klas heeft de "2+2"-opstelling. De klapstoelen zijn van het type Kiel KL 410 / 440. Dertien treinstellen met drie rijtuigen (GTW 2/8) bieden ieder 193 zitplaatsen en elf treinstellen met twee rijtuigen (GTW 2/6) bieden ieder 124 zitplaatsen. Alle treinstellen hebben 16 zitplaatsen in de eerste klas.
Verder zijn de treinstellen voorzien van spiegels. Hierdoor is het voor de machinist mogelijk om zonder assistentie van een conducteur het in- en uitstapproces van de reizigers veilig te laten verlopen.

### Kleurstelling
Bij aflevering waren de stellen voornamelijk wit geschilderd, met een horizontale rode en grijze streep en rode deuren. Ook was op de zijkant van het "powerpack" (kort motorrijtuig met daarin de energievoorziening en aandrijving) een portret te zien van de persoon naar wie het treinstel vernoemd was.
Na overname door Arriva werden de treinstellen geleidelijk uitgevoerd in een voornamelijk donkerblauw met grijze kleurstelling, met witte fronten. De elektrische GTW's werden in deze nieuwe kleurstelling gespoten, terwijl de dieselelektrische GTW's slechts bestickerd werden. Daarbij zijn deze portretten verdwenen, maar bleven de namen behouden. Echter kregen sommige treinstellen andere namen dan in de periode bij Veolia. Dit leverde soms twee treinstellen op die met dezelfde naam rondreden.  

### Namenlijst

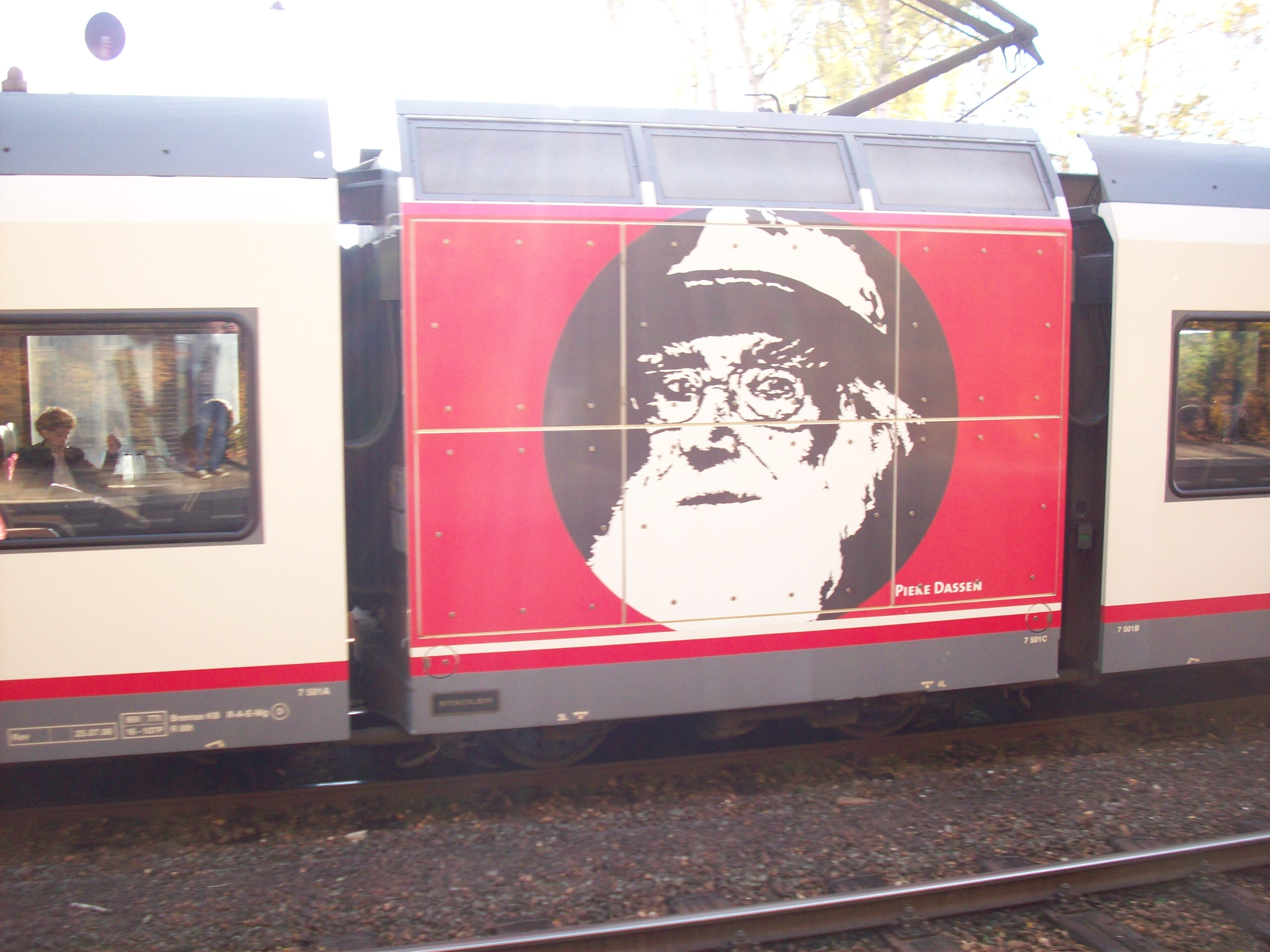
Veolia Transport bestickerde als promotie de motorbakken van de GTW-treinstellen met bekende Limburgse personen, zoals treinstel 7501 met het portret van Pieke Dassen.

| Stelnummer | Naam            | Treintype                                | Inzetgebied                                             | Ex-Veolia | Opmerking                                                                                           |
| ---------- | --------------- | ---------------------------------------- | ------------------------------------------------------- | --------- | --------------------------------------------------------------------------------------------------- |
| 10 276     | Connie Palmen   | Stadler GTW-DMU 2/6                      | Stoptrein RS11 (Maaslijn)                               | 7201      | Droeg tot medio 2018 de naam Jac. P. Thijsse en tot 10 december 2016 de naam Jan van Kuyk.          |
| 10 277     | Gé Reinders     | Stadler GTW-DMU 2/6                      | Stoptrein RS11 (Maaslijn)                               | 7202      | Droeg tot medio 2018 de naam Beppie Kraft en tot 10 december 2016 de naam Pater Karel.              |
| 10 278     | Sint Servaas    | Stadler GTW-DMU 2/6                      | Stoptrein RS11 (Maaslijn)                               | 7203      | Powerpack op 18 april 2018 uitgebrand te Venray. Droeg tot 10 december 2016 de naam Bart Brentjens. |
| 10 279     | Jack Poels      | Stadler GTW-DMU 2/6                      | Stoptrein RS11 (Maaslijn)                               | 7204      | Droeg tot 10 december 2016 de naam Mat Vestjens.                                                    |
| 10 280     | Jan Klaassens   | Stadler GTW-DMU 2/6                      | Stoptrein RS11 (Maaslijn)                               | 7205      | |
| 10 281     | Joris Ivens     | Stadler GTW-DMU 2/6                      | Stoptrein RS11 (Maaslijn)                               | 7206      | Droeg tot 10 december 2016 de naam Jan Linders.                                                     |
| 10 382     | Jan van Kuyk    | Stadler GTW-DMU 2/8                      | Stoptrein RS11 (Maaslijn)                               | 7351      | Droeg tot 10 december 2016 de naam Willem Nijholt.                                                  |
| 10 383     | Chriet Titulaer | Stadler GTW-DMU 2/8                      | Stoptrein RS11 (Maaslijn)                               | 7352      | Droeg tot 10 december 2016 de naam Joris Ivens.                                                     |
| 10 384     | Pater Karel     | Stadler GTW-DMU 2/8                      | Stoptrein RS11 (Maaslijn)                               | 7353      | Droeg tot 10 december 2016 de naam Jack Poels.                                                      |
| 10 385     | Titus Brandsma  | Stadler GTW-DMU 2/8                      | Stoptrein RS11 (Maaslijn)                               | 7354      | |
| 10 386     | Mat Vestjens    | Stadler GTW-DMU 2/8                      | Stoptrein RS11 (Maaslijn)                               | 7355      | Droeg tot 10 december 2016 de naam Connie Palmen.                                                   |
| 10 387     | Wilhelm Tell    | Stadler GTW-DMU 2/8                      | Stoptrein RS11 (Maaslijn)                               | 7356      | Droeg tot 10 december 2016 de naam Chriet Titulaer.                                                 |
| 10 388     | Jan Linders     | Stadler GTW-DMU 2/8 (verlengd vanaf 2/6) | Stoptrein RS11 (Maaslijn)                               | 7207 7357 | Droeg tot 10 december 2016 de naam Gé Reinders.                                                     |
| 10 389     | Willem Nijholt  | Stadler GTW-DMU 2/8 (verlengd vanaf 2/6) | Stoptrein RS11 (Maaslijn)                               | 7208 7358 | Droeg tot 10 december 2016 de naam Pierre Cnoops.                                                   |
| 10 390     | Bart Brentjens  | Stadler GTW-DMU 2/8 (verlengd vanaf 2/6) | Stoptrein RS11 (Maaslijn)                               | 7209 7359 | Droeg tot 10 december 2016 de naam Pierre Cuypers.                                                  |
| 10 391     | Pierre Cuypers  | Stadler GTW-DMU 2/8 (verlengd vanaf 2/6) | Stoptrein RS11 (Maaslijn)                               | 7210 7360 | Droeg tot medio 2019 de naam André Rieu en tot 10 december 2016 de naam Wilhelm Tell.               |
| 10 426     | Pieke Dassen    | Stadler GTW-EMU 2/6                      | Stoptrein RS18 (Maastricht Randwyck – Kerkrade Centrum) | 7501      | |
| 10 427     | Jo Coenen       | Stadler GTW-EMU 2/6                      | Stoptrein RS18 (Maastricht Randwyck – Kerkrade Centrum) | 7502      | |
| 10 428     | Beppie Kraft    | Stadler GTW-EMU 2/6                      | Stoptrein RS18 (Maastricht Randwyck – Kerkrade Centrum) | 7503      | |
| 10 429     | Sint Servaas    | Stadler GTW-EMU 2/6                      | Stoptrein RS18 (Maastricht Randwyck – Kerkrade Centrum) | 7504      | |
| 10 430     | Sjeng Kremers   | Stadler GTW-EMU 2/6                      | Stoptrein RS18 (Maastricht Randwyck – Kerkrade Centrum) | 7505      | |
| 10 530     | Sjef Diederen   | Stadler GTW-EMU 2/8                      | Stoptrein RS18 (Maastricht Randwyck – Kerkrade Centrum) | 7651      | |
| 10 531     | Niet bekend     | Stadler GTW-EMU 2/8                      | Stoptrein RS18 (Maastricht Randwyck – Kerkrade Centrum) | 7652      | Droeg tot 10 december 2016 de naam Jac. P. Thijsse.                                                 |
| 10 532     | André Rieu      | Stadler GTW-EMU 2/8                      | Stoptrein RS18 (Maastricht Randwyck – Kerkrade Centrum) | 7653      | |

### Nummering
Door de verlenging van een viertal tweedelige treinstellen op de Maaslijn naar driedelige treinstellen, alsook de overgang van vervoerder Veolia Transport naar Arriva, hebben de treinstellen een aantal keren vernummeringen ondergaan.
- 10 GTW 2/6 voor de Maaslijn: 7201 - 7210. De 7207 - 7210 werden in 2008 verlengd naar 2/8 en vernummerd naar 7357 - 7360. Bij Arriva vernummerd tot  276 - 281.
- 6 GTW 2/8 voor de Maaslijn: 7351 - 7356. Na verlenging van vier 2/6 werd deze materieelserie uitgebreid tot 7351 - 7360. Bij Arriva vernummerd tot 382 - 391.
- 5 GTW 2/6 voor de Heuvellandlijn: 7501 - 7505. Bij Arriva vernummerd tot 426 - 430.
- 3 GTW 2/8 voor de Heuvellandlijn: 7651 - 7653. Bij Arriva vernummerd tot 530 - 532.

## Onderhoud
De treinstellen van Veolia werden vanaf het begin bij Voith technisch onderhouden. Hiervoor werd in 2006 in Blerick een werkplaats gebouwd. De GTW EMU's reden daarvoor via Eindhoven naar de werkplaats in Blerick. De route via de Maaslijn kwam niet in aanmerking omdat het aan- en afkoppelen met de DMU en het feit dat de Maaslijn enkelsporig is het reguliere treinproces te zeer verstoorde. In februari 2014 zijn de Nederlandse onderhoudsvestigingen van Voith overgenomen door Stadler Rail.

## Interieurfoto's

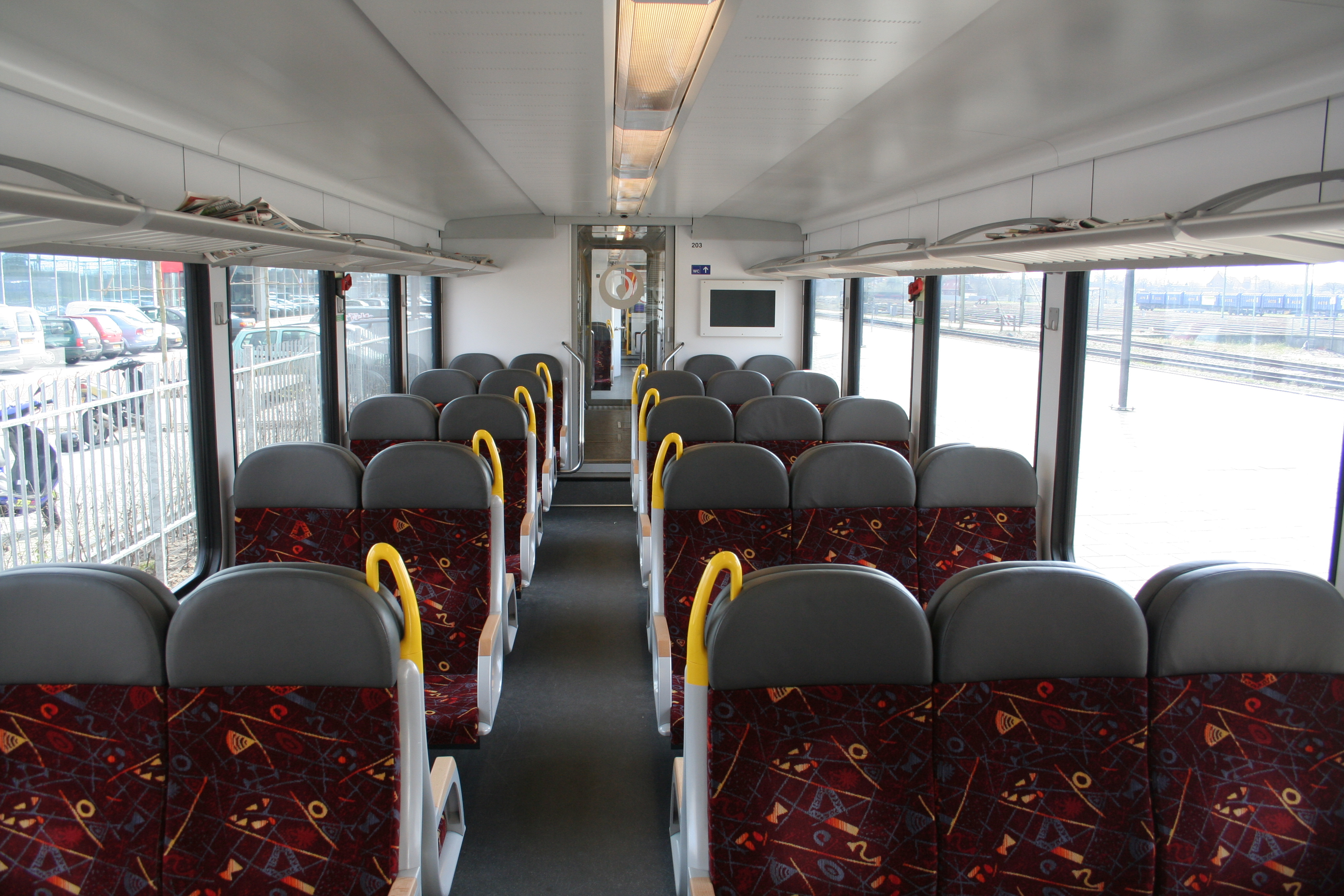
Interieur van Velios 203, tweede klas, met "2+3"-opstelling.
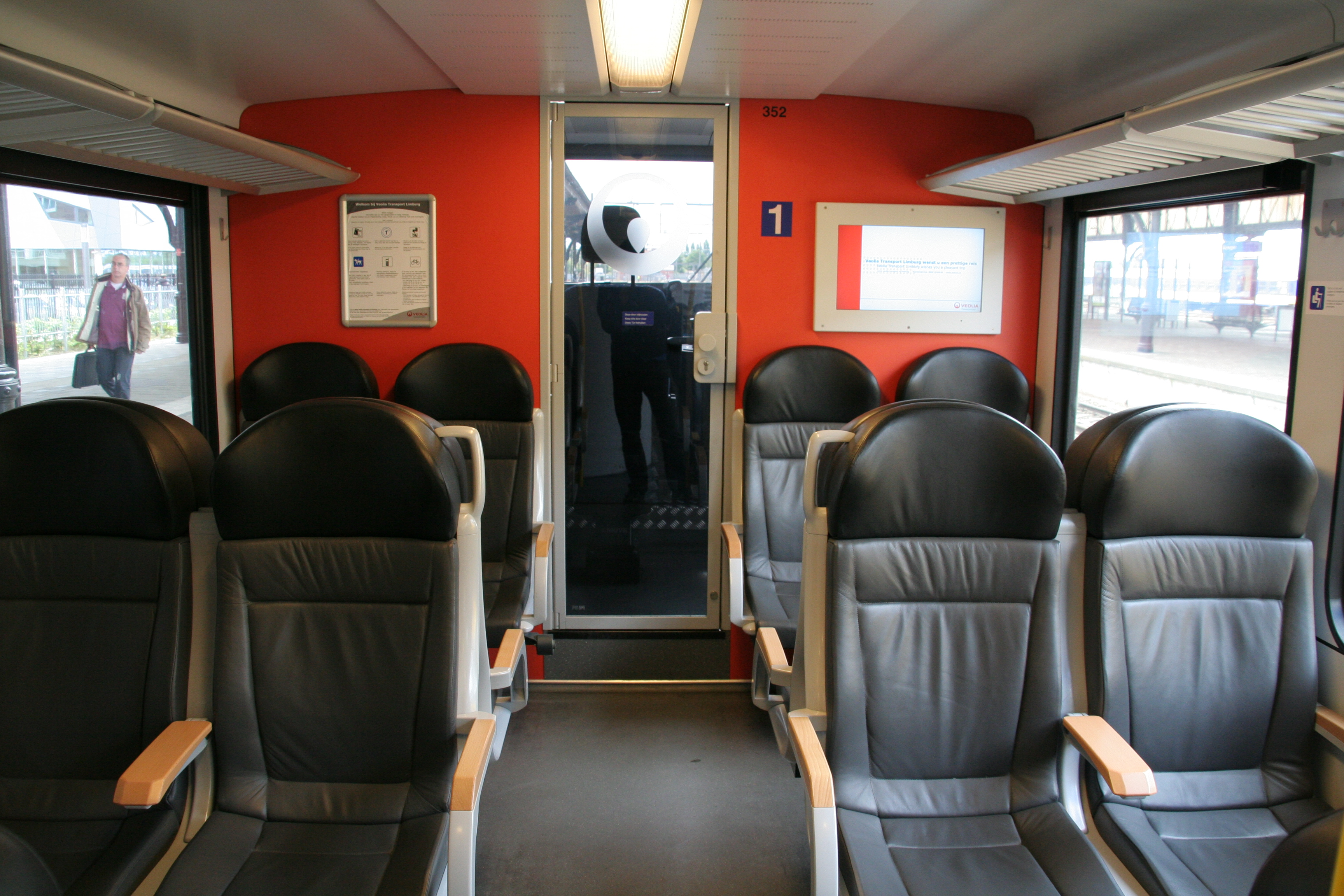
Interieur van Velios 352, eerste klas met ruime "2+2"-opstelling.
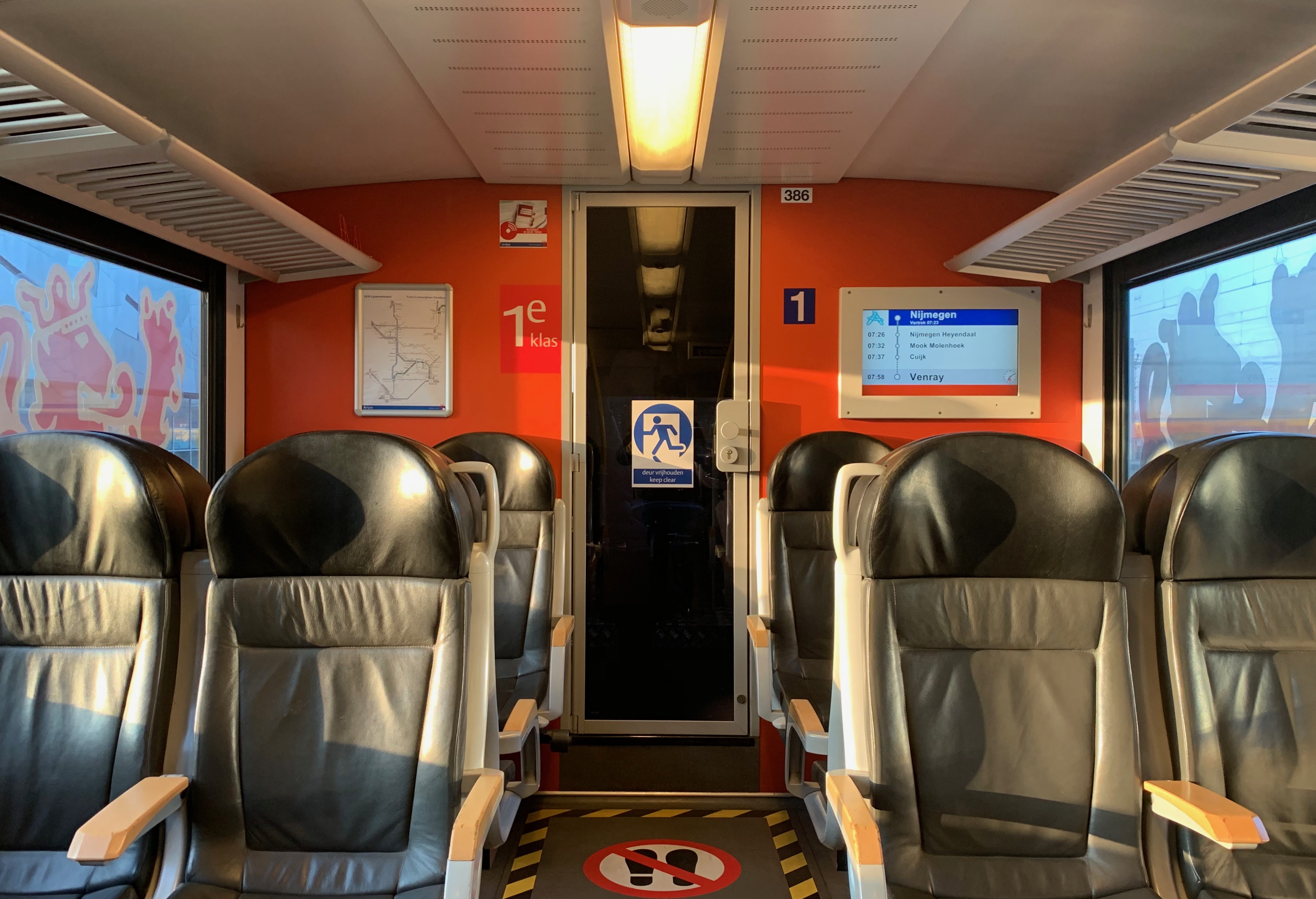
De 1e klasse van een dieseltreinstel in de Arriva periode
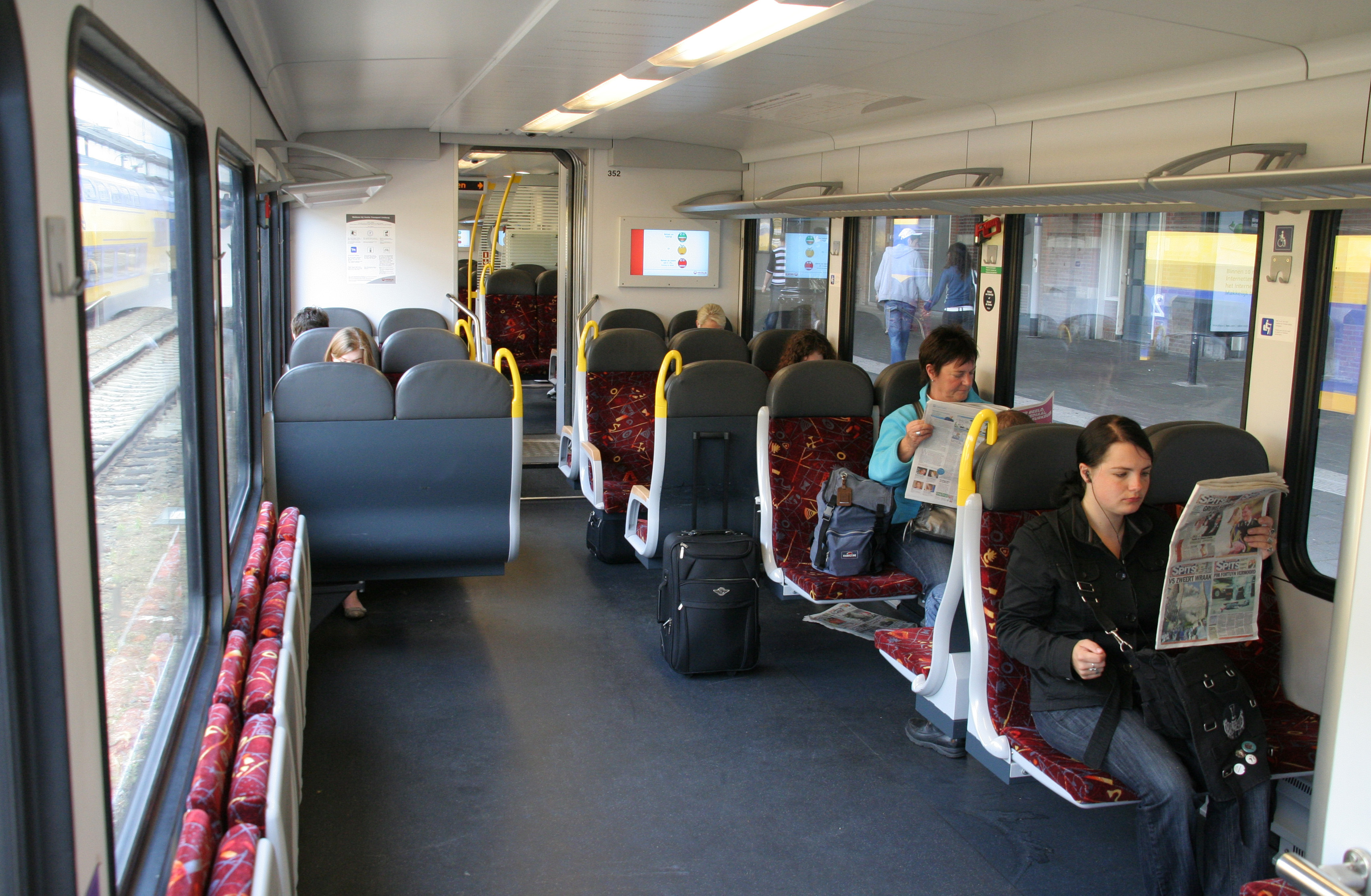
De multifunctionele ruimte van Velios 352. Rechts buiten beeld het toilet.
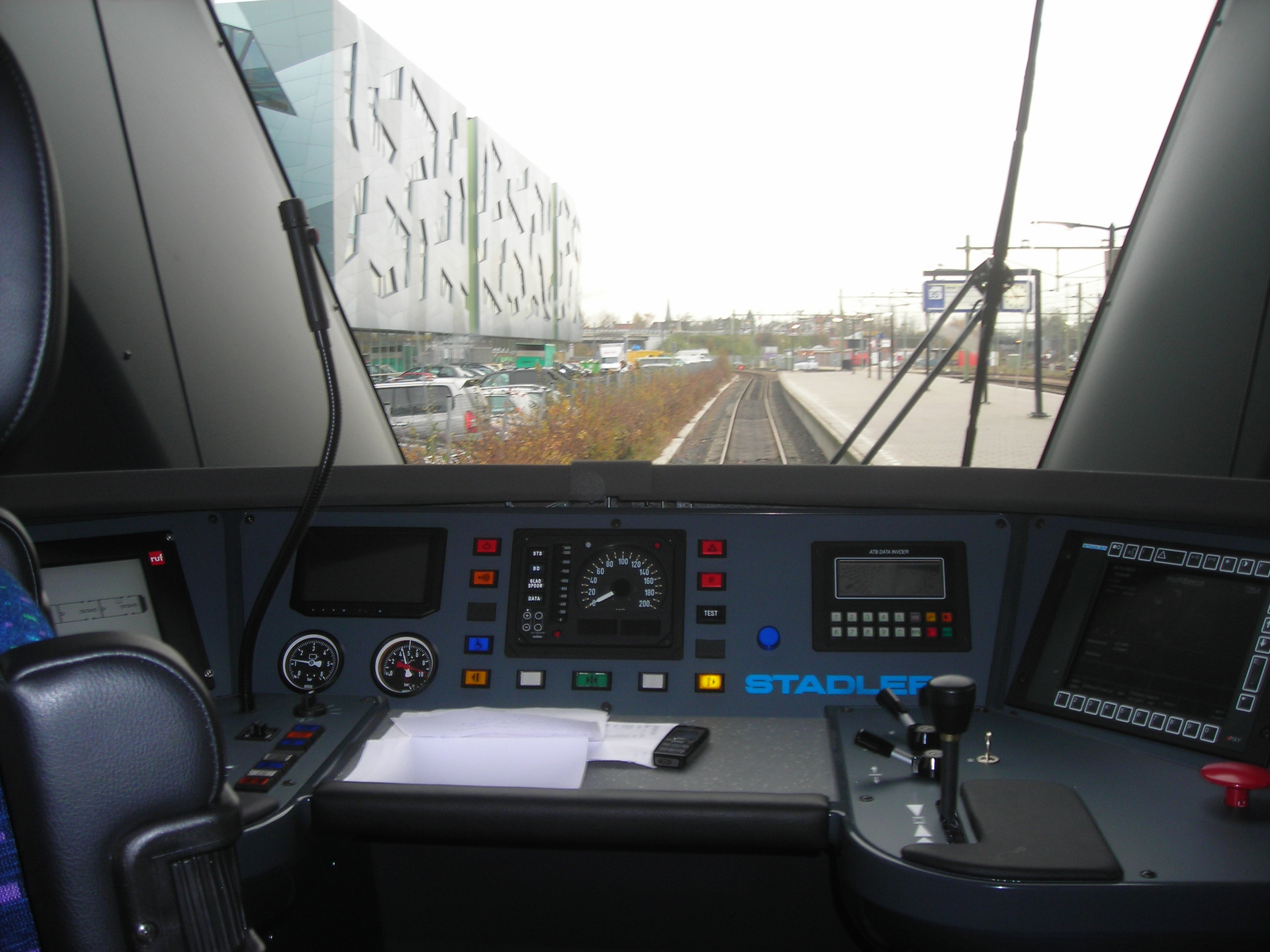
De cabine van Velios 354.

## Inzet
De treinstellen worden in dienstregeling 2025 ingezet op de volgende treinseries:
| Serie       | Treinsoort         | Route                                                                                                | Bijzonderheden                                                                                |
| ----------- | ------------------ | --- | --------------------------------------------------------------------------------------------- |
| 32000 RS 18 | Stoptrein (Arriva) | Maastricht Randwyck – Maastricht – Heerlen – Landgraaf – Eygelshoven – Chevremont – Kerkrade Centrum |                                                                                               |
| 32200 RS 11 | Stoptrein (Arriva) | Nijmegen – Venray – Venlo – Roermond                                                                 |                                                                                               |
| 32300 RS 11 | Stoptrein (Arriva) | Nijmegen – Venray – Venlo                                                                            | Rijdt niet 's avonds en in het weekend. De laatste drie ritten vanaf Nijmegen gaan tot Venlo. |

## Trivia
- Op 5 juli 2018 botste de 391 ter hoogte van Beesel op een tractor, en heeft daarbij flinke schade opgelopen.
- Op 18 april 2018 is de motorwagenbak van de 278 uitgebrand te Venray. De motorwagenbak  is na herstel in Bussnang in 2019 weer opgebouwd bij de Stadler werkplaats in Blerick. De herstelde trein rijdt inmiddels weer mee in de RS11 dienst.
- Na een ongeval op 8 december 2009 bij het Limburgse Houthem, waarbij de 7651 tegen een vrachtwagen met betonplaten reed, is dit treinstel op trailers terug naar Zwitserland vervoerd voor herstel. Ter vervanging is tijdelijk een treinstel van de Maaslijn naar de Heuvellandlijn gehaald. Met ingang van 13 december 2010, een jaar na datum van aanrijding, is het treinstel dat betrokken was bij het treinongeval in Houthem, weer ingezet op de Heuvellandlijn.[19]
- Ter promotie van de Floriade in Venlo was treinstel 7202 bestickerd met reclame voor deze wereldtuinbouwtentoonstelling.
- Op 19 maart 2012 is de 7354 betrokken geweest bij een ongeluk in Nijmegen op spoor 35 waarbij 2 lichtgewonden zijn gevallen.
- De dieseltreinstellen werden sporadisch ook in Zuid-Limburg ingezet; tijdens Pinkpop 2009 reden enkele treinstellen de sneltrein tussen Maastricht en Heerlen, terwijl de trein naar Landgraaf versterkt was met uit deze treinserie afkomstige elektrische treinen.[20][21]